# هادی هزاوه‌ای
هادی هزاوه‌ای (متولد ۱۳۱۹ شمسی) نقاش ایرانی ساکن نیویورک است.

## زندگی‌نامه
هادی هزاوه‌ای در اراک به دنیا آمد و در همان شهر دیپلم طبیعی خود را گرفت. در ۱۳۳۷ وارد دانشکده علوم دانشسرای عالی تهران می‌شود و در استخدام وزارت آموزش و پرورش به به عنوان معلم به کویر (روستای آرادان) فرستاده می‌شود. در سال ۱۳۴۰ وارد دانشکده هنرهای زیبای دانشگاه تهران می‌شود.
او به همراه مرتضی ممیز، منصور قندریز، سیروس مالک، فرامرز پیلارام، مسعود عربشاهی، محمدرضا جودت، قباد شیوا، فرشید مثقالی، رویین پاکباز و محمد محلاتی از موسسین تالار ایران (بعدها به تالار قندریز تغییر نام داد) می‌باشد.

## نمایشگاه‌ها
اولین نمایشگاه هزاوه‌ای در سال ۱۳۴۲ و در سالن دانشکده هنرهای زیبای دانشگاه تهران برگزار شد . بعد از انقلاب هم پس از وقفه ای چند دهه ای گالری هما در آبان ماه 1387 میزبان نقاشی‌ها و طراحی‌های این هنرمند بود. آخرین نمایشگاه او در سال ۱۳۹۲ در گالری شیرین ان وای در نیویورک بود. که به همین مناسبت شبکه تلویزیونی صدای آمریکا گزارش و گفت‌وگویی با وی انجام داد.

## کتاب‌ها
در سال ۱۳۹۱ کتابی با عنوان کتاب هادی هزاوه‌ای که گفت‌وجوی داریوش کیارس است با هادی هزاوه‌ای با طرح جلد امیر فرهاد از سوی نشر پیکره روانه بازار نشر گردید.